# Анатолиј Банишевски
Анатолиј Андрејевич Банишевски (рус. Анатолий Андреевич Банишевский, азер. Anatoli Andreyeviç Banişevski; 23. фебруар 1946 — 10. децембар 1997) био је совјетски фудбалер и тренер. 

## Биографија
Рођен и одрастао у Бакуу, цео свој живот је остао у овом граду. Придружио се локалном клубу Нефчи са 16 година и брзо се пробио у први тим. Они који су видели наступе младог Банишевског дивили су му се и препознали његов несумњиви таленат. Познати клубови у Совјетском Савезу понудили су му да дође у веће градове Москву и Кијев, али је наставио да игра у граду где је рођен. Са 19 година, селектор Николај Морозов га је позвао у тим Совјетског Савеза, где је постигао седам голова у осам мечева. Један од голова постигао је главом са 25-40 метара (извори немају консензус) против Бразилаца на Маракани.
Учествовао је на Светском првенству 1966. године у Енглеској, где је репрезентација стигла до полуфинала, заузевши 4. место. Исте године, Нефтчи је освојио треће место у првенству СССР-а.
После Европског првенства 1972. године на коме је репрезентација СССР-а заузела друго место, он је окарактерисан као један од главних криваца за пораз у финалу против Западне Немачке, престао је да буде позиван у национални тим. Ово је деловало депресивно на Банишевског, чак је желео да напусти фудбал и није играо неко време. Али се касније вратио и завршио играчку каријеру у Нефчију.
Неко време по завршетку каријере радио је као тренер у Нефтчију и тренирао омладинце у Буркини Фасо. Међутим, почеле су да га савладавају нове болести, панкреатитис и дијабетес и морао је да престане да тренира. Банишевском је дијагностификована дијабетичка кома 1991. године, пошто је преживео први напад 1987. године. Доживео је церебралну атрофију као резултат другог напада, што је такође изазвало губитак памћења. После тога, након лошег третмана од стране његове жене, изгубио је власништво над својом кућом, што га је навело да живи тешким животом у алкохолизму на улицама Бакуа. Међутим, из ове тешке ситуације га је спасила његова стара љубав и животна сапутница Саида, која се бринула о њему у последњим годинама његовог живота и на крају се удала за њега. Банишевски је преминуо 10. децембра 1997. године. Сахрањен је у Другој алеји заслужних у Бакуу.
Стадион у Масалију носи његово име. Године 2003. године, за 50. годишњицу УЕФА, фудбалске организације земаља чланица прогласиле су најбољег играча у последњих 50 година. Фудбалски савез Азербејџана прогласио је Анатолија Банишевског за најбољег фудбалера. Издавачка кућа Пропаганда центар (Москва, 2008) објавила је књигу „Траг комете. Странице живота Анатолија Банишевског" (аутор Азер Џангиров).
Унук Банишевског, Али Бабајев, почео је да игра у омладинском тиму Нефтчија 2011. године.
За репрезентацију СССР-а одиграо је 50 утакмица и постигао 20 голова. Први меч је одиграо против репрезентације Бразила 0:3 (1965). Последњи меч је био против репрезентације Западне Немачке 0:3 (1972). Највећи број постигнутих голова на једној утакмици је 3 гола против репрезентације Грчке 4:1 (1965).

## Успеси

### Репрезентација
СССР
- Европско првенство друго место: Белгија 1972.

### Индивидуалне награде
- Један од добитника награде „Најбољи дебитанти сезоне“: 1964.
- Листа 33 најбоља фудбалера сезоне у СССР-у: бр. 2 - 1965, 1966; 1967.
- Међународни мајстор спорта СССР-а (1990)
- Заслужни мајстор спорта СССР-а (1991)
- Најбољи фудбалер Азербејџана за период 1954-2003 (јубиларна награда за 50. годишњицу УЕФА)

### Признања
- Орден славе (1996)